# Teradyne
Teradyne (NYSE: TER), có trụ sở tại North Reading, Massachusetts,  Hoa Kỳ, là một nhà phát triển và nhà cung cấp thiết bị kiểm tra tự động (ATE). Một bộ phận của công ty, Semiconductor Test and Systems Test Group, được tổ chức theo các sản phẩm họ phát triển và cung cấp. Khách hàng cao cấp của Teradyne bao gồm Samsung, Qualcomm, Intel, Analog Devices, Texas Instruments và IBM.